# Pedrito Cruz
Pedrito Cruz (16 juli 2005) is een Belgisch basketballer.

## Carrière
Cruz speelde in de jeugd van Kangoeroes Mechelen en Antwerp Giants. In 2021 keerde hij terug naar Mechelen en ging spelen voor de tweede ploeg de volgende jaren. In het seizoen 2022/23 maakte hij zijn debuut voor Mechelen in de BNXT League en speelde een wedstrijd mee. Ook in het seizoen 2024/25 kreeg hij opnieuw speelkansen bij de eerste ploeg. Hij speelde vier wedstrijden voor de eerste ploeg in het seizoen 2024/25.

## Erelijst
- BNXT League-kampioen: 2025